# Saint-Ouen-Prend-en-Bourse
Saint-Ouen-Prend-en-Bourse of Saint-Ouen is een gehucht en voormalige gemeente in de Franse gemeente Bertreville-Saint-Ouen in het departement Seine-Maritime. Het gehucht ligt in het noordwesten van de gemeente, meer dan anderhalve kilometer ten noordwesten van het dorpscentrum van Bertreville.
Het gehucht bestaat uit twee delen die zo'n halve kilometer uiteen liggen. In het oosten ligt een kern rond de kapel; ten westen ligt een grotere kern.

## Geschiedenis
Oude vermeldingen van de naam gaan terug tot 1155 in Apud Osmundi villam unum hominem de dono Willelmi de Sancto Audoeno en tot begin 13de eeuw als Sancto Audoeno de Brenenborse. De 18de-eeuwse Cassinikaart toont hier de parochie St.Ouen Pren en Bourse, en toont net ten westen een plaatsje met de naam Auzouville.  
Op het eind van het ancien régime eind 18de eeuw, toen de gemeenten werden gecreëerd, werd Saint-Ouen-Prend-en-Bourse een gemeente. In 1798 vernielde een brand de kerk, het kasteel, de hoeve en verschillende bijgebouwen.
In 1823 werd de gemeente Saint-Ouen-Prend-en-Bourse al opgeheven en aangehecht bij Bertreville, dat in Bertreville-Saint-Ouen werd hernoemd.
In 1834 werd een kapel, de Chapelle Saint-Lubin, opgetrokken op de ruïnes van de verdwenen kerk.

## Bezienswaardigheden
- De Chapelle Saint-Lubin

Bertreville · Bout l'Abbé · Saint-Ouen-Prend-en-Bourse